# Sapta Mulya Jaya
Sapta Mulya Jaya is een bestuurslaag in het regentschap Indragiri Hilir van de provincie Riau, Indonesië. Sapta Mulya Jaya telt 438 inwoners (volkstelling 2010).